# Фінола Г'юз
Фінола Г'юз (Хьюз) (англ. Finola Hughes; нар.. 29 жовтня 1959 року) — англійська акторка, телеведуча, режисерка, продюсерка, підприємиця, співачка, дизайнерка і модельєрка.

## Рання життя
Фінола Г'юз народилася в Лондоні. З трьох років батьки відправили її навчатися в приватну школу «Norland place». Довчившись там до 10 років, вона була зарахована в Школу мистецтв, де займалася балетом 7 років. За цей час вона брала участь у низці телевізійних п'єс, а в 11 років вперше публічно виступила в Королівському Оперному театрі.

## Кар'єра
Г'юз дебютувала 1980 року в лондонському виставі «Кішки», а пізніше «Пісні і Танці», «Лускунчик». Потім вона виступала в «Шоу гарячого черевика». В 1983 році вона зіграла головну жіночу роль у кінофільмі «Залишитися живим» з Джоном Траволтою, але фільм хоч і виявився успішним у прокаті, був розгромлений критиками. Незабаром вона отримала роль Анни Дівейн у мильній опері «Головний госпіталь», завдяки якому і стала широко відома і до початку дев'яностих років досягла статусу однієї з найбільш популярних акторок денного телебачення, разом з Сьюзаною Луччі.
У 1991 році Фінола Г'юз виграла Денну премію «Еммі» за найкращу жіночу роль, а раніше отримала ряд інших премій за роботу в серіалі «Головний госпіталь» але згодом пішла з шоу заради кар'єри на великому екрані і в прайм-тайм на телебаченні. Вона зіграла саму себе у фільмі «Мильна піна», а в 1992—1993 роках знімалася в серіалі «Місце Джека» і після у фільмах «Еспен — найскладніший спуск», «Поза підозрою» і «Покоління X». У 1993—1995 роках вона знімалася в сіткомі «Блоссом», а в 1997 році знялася в серіалі «Тихі палісади», що проіснував недовго.
З 1999 по 2006 рік Г'юз грала роль матері головних героїнь серіалу «Усі жінки — відьми». Вона повернулася до роботи в мильних операх в 1999 році, приєднавшись до шоу «Всі мої діти», за роль в якому отримала ще дві номінації на «Еммі». На початку 2000-х років вона перекваліфікувалася на телеведучу і запустила власне шоу про стиль «Як я виглядаю?», яке стало вкрай успішним у рейтингах.

## Особисте життя
Г'юз одружена з фотографом Расселом Янгом, від якого народила дитину 9 листопада 2000 року.

## Фільмографія
- 1980 — Яблуко
- 1983 — Залишитись живим
- 1984 — Володар Баллантре
- 1987 — Закон Лос-Анджелеса
- 1987—2008 — Біографія
- 1990 — Як і кіно
- 1991 — Мильна піна
- 1985-91, 1995, 1999, 2006, 2007, 2008, 2012 — Головний госпіталь
- 1993 — Еспен — найскладніший спуск
- 1994 — Правосуддя берка
- 1994 — Квітка
- 1995 — Поза підозрою
- 1996 — Покоління Ікс
- 1996—1999 — Трейсі приймає виклик
- 1997 — Любов і таємниці Сансет Біч
- 1997 — Тихі палісади
- 1998 — Човен кохання
- 1998 — Острів шакала
- 1998 — Удар з космосу
- 1998 — Покахонтас 2: Подорож в новий світ — королева Англії Анна Данська
- 1999—2003 — Всі мої діти
- 1999—2006 — Зачаровані — Петті Холлівелл, мама Зачарованих
- 2003 — Королева екрану
- 2009 — Гімнастки (Домогтися або зламатися)